# ノナフルオロブタンスルホナート

ノナフラートイオンの構造式

ノナフルオロブタンスルホナート (英: nonafluorobutanesulfonate) またはノナフラート (英: nonaflate) は化学式 CF3CF2CF2CF2SO3- をもつアニオンであり、ペルフルオロブタンスルホン酸の塩またはエステルである。トリフラートと似たような用途で使われる。